# Bernard Quilliet
Pour les articles homonymes, voir Quilliet.
Bernard Quilliet est un historien français né le 31 décembre 1933 à Malakoff, spécialiste du XVIe siècle et de l'histoire du paysage.

## Biographie

### Jeunesse et carrière
Bernard Quilliet est né le 31 décembre 1933 à Malakoff. Il est élève au lycée Michelet à Vanves (Hauts-de-Seine), de 1944 à 1951. Bachelier, il entre au lycée Henri-IV à l'automne 1951 et suit le cursus des classes d'hypokhâgne et de khâgne, où il fréquente Georges Perec.
Il exerce ensuite dans différents établissements d'enseignement secondaire dont le lycée Chanzy à Charleville-Mézières, et le lycée Romain-Rolland à Ivry-sur-Seine (de 1962 à 1969, pour ce dernier).
Bernard Quilliet devient assistant (1970), puis maître-assistant (1975) et enfin professeur d'histoire moderne à l'université Paris-VIII (Vincennes, puis Saint-Denis).

### Historien moderniste
Il rédige sa thèse sous la direction de Roland Mousnier, Les corps d'officiers de la prévôté et vicomté de Paris et d'Île de France, de la fin de la guerre de Cent ans au début des guerres de Religion : étude sociale, et la soutient le 25 juin 1977 à l'université Paris IV Sorbonne.
Bernard Quilliet est initialement seiziémiste, mais il s'est également consacré à d'autres périodes de l'histoire française ou européenne, ainsi qu'à la fiction et à l'histoire-fiction (uchronie). Ancien lauréat du concours général de dessin (comme Georges Duby), il est aussi dessinateur et peintre.

### Un goût de pierre à fusil

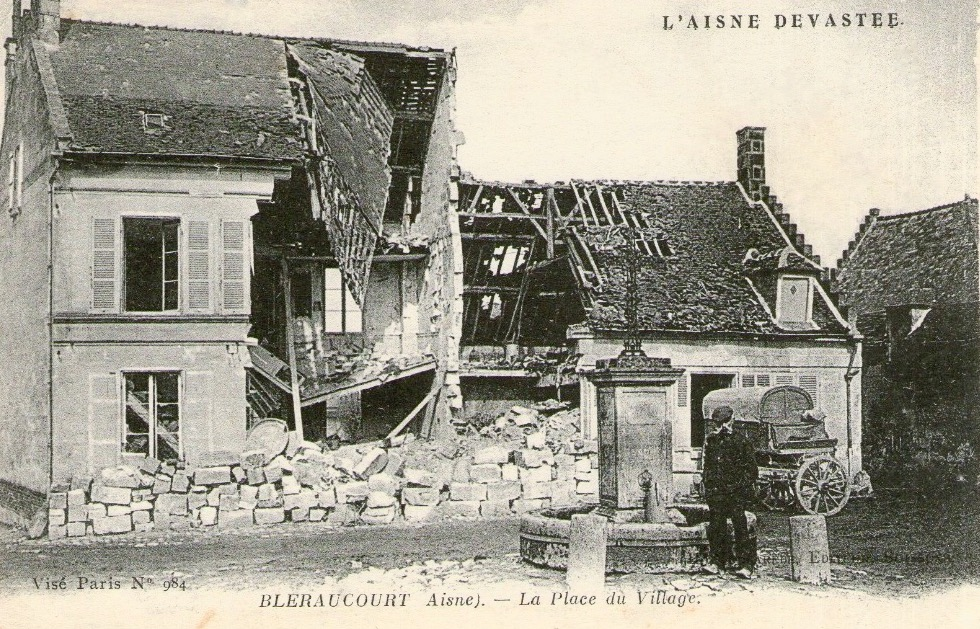
Blérancourt (Aisne) : berceau de la famille Quilliet, dévasté par la guerre de 1914-1918.

Le livre Un goût de pierre à fusil (1984) relate les souvenirs familiaux de Picardie de Bernard Quilliet, avec les récits des sept oncles et tantes de l'auteur, dont les prénoms ont été modifiés. La majeure partie du récit concerne la période de la Première Guerre mondiale (deuxième occupation de la Picardie). La localité, évoquée dans le livre comme le berceau de la famille Quilliet, s'appelle, de manière fictive, Blavincourt, « gros bourg rural au milieu du triangle formé par les agglomérations de Noyon (Oise), de Chauny et de Coucy-le-Château (Aisne) ». En réalité, il s'agit de Blérancourt, dans l'Aisne.

## Publications

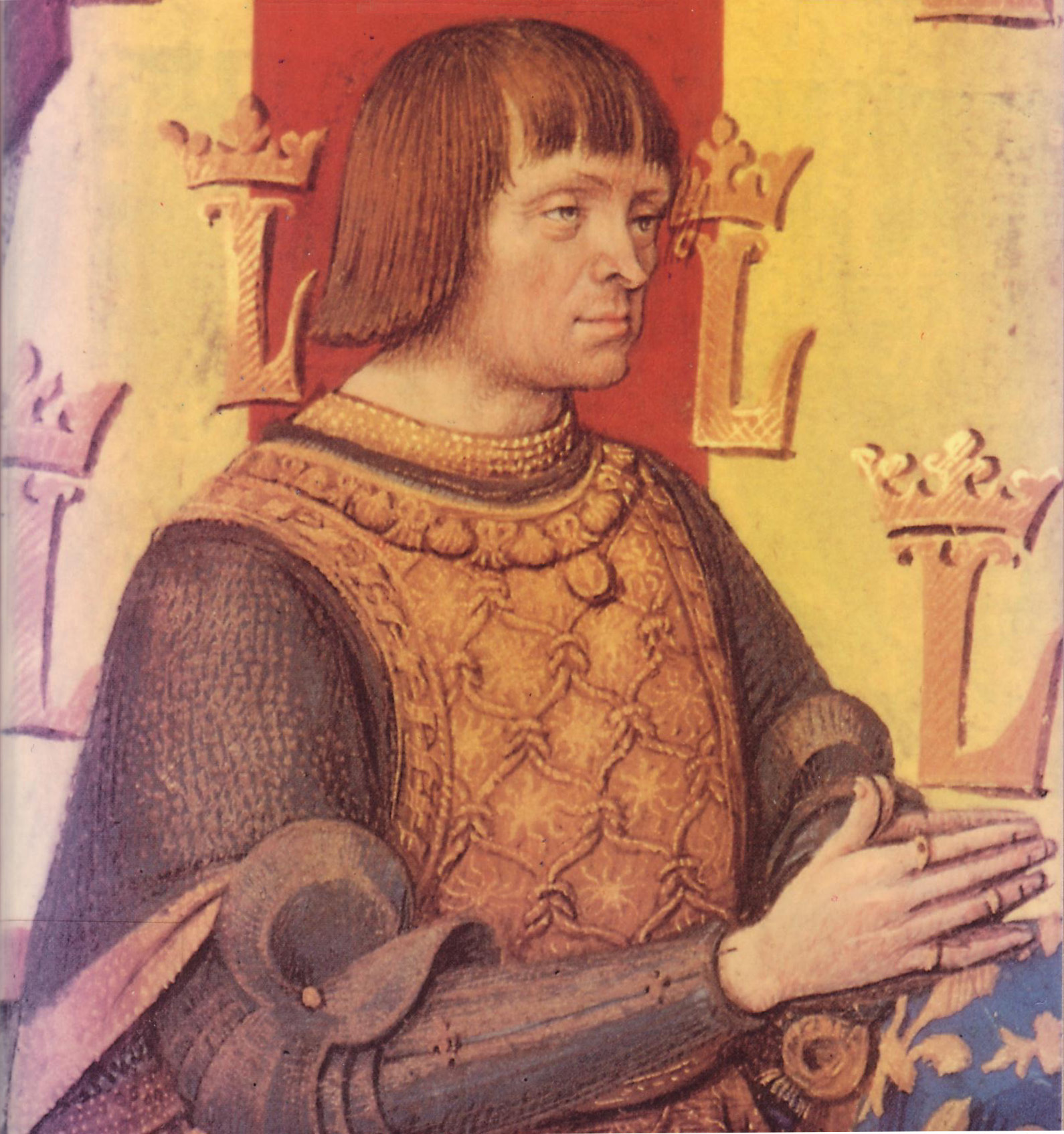
Louis XII.

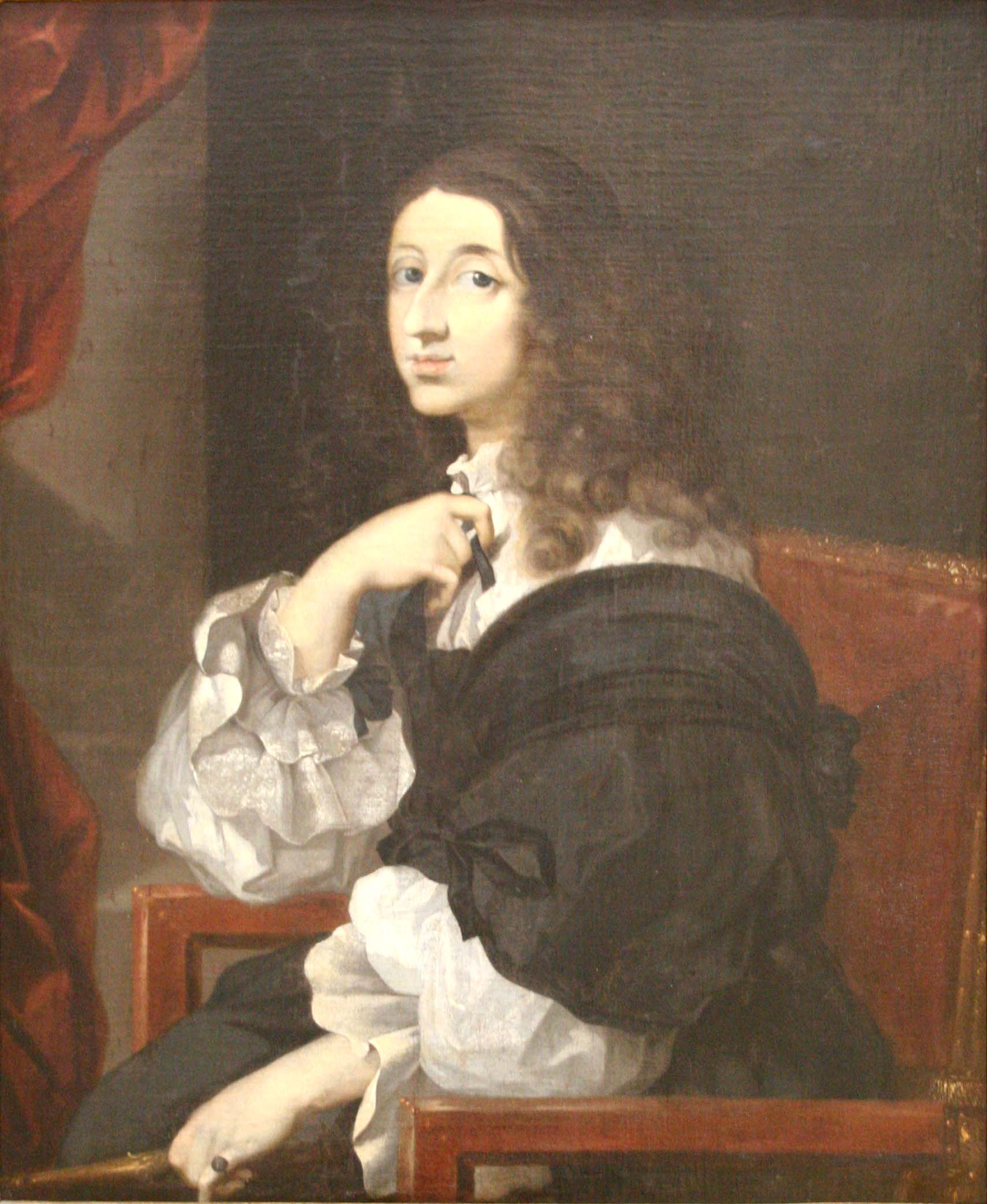
Christine de Suède.

- L'insolente nation (sous le nom de Bernard Soanen), Julliard, Paris 1964, fiction de guerre directement inspirée par les événements d'Algérie, vus de l'intérieur.
- Le journal de la Révolution française (sous le nom de Bernard Soanen), Hachette, Paris 1979, prix Broquette-Gonin de l'Académie Française,
- Une famille de militaires du Moyen Age à nos jours (sous le nom de Bernard Soanen), Hachette, Paris 1980,
- Les corps d'officiers de la prévôté et vicomté de Paris et d'Île de France, de la fin de la guerre de Cent ans au début des guerres de Religion : étude sociale, Thèse d'État de l'Université Paris-Sorbonne, Lille 1982, prix des Amis du Maréchal Foch de l'Académie Française,
- Christine de Suède, un roi exceptionnel, Presses de la Renaissance, 1982, nouvelle édition chez Fayard - 2007, ouvrage traduit en italien, néerlandais, espagnol,
- La véritable histoire de France, essai (histoire-fiction / uchronie), Presses de la Renaissance, Paris 1983[N 4],
- Un goût de pierre à fusil : souvenirs familiaux picards, Presses de la Renaissance, 1984,
- Les chevauchées de la gloire, roman, Presses de la Renaissance, 1985,
- Louis XII, père du peuple, Fayard, Paris 1986, prix Spécial du bicentenaire du concours de 1786 de l'Académie Française en 1987,
- Les demoiselles américaines, roman, Presses de la Renaissance, 1988,
- L'affaire du petit val, un crime mystérieux sous le Directoire, Albin Michel, Paris, 1989,
- Le paysage retrouvé, Essai sur le paysage historique, 1994,
- Guillaume le Taciturne, Fayard, 1994,
- La France du beau XVIe siècle, Fayard, Paris 1998, Grand prix Gobert de l'Académie Française,
- La tradition humaniste, Fayard, 2002 (Grand Prix catholique de littérature) 2003, en cours de traduction en langue chinoise,
- L'acharnement théologique. Histoire de la grâce en Occident, Fayard, Paris, 2007, traduit en roumain.
- Lacépède, Taillandier, Paris, 2013.
- Douze amants qui ont changé l'histoire, Pygmalion (Flammarion), Paris, 2015.
- Jean l'Évangéliste, Tallandier, 2022.

## Distinctions
Bernard Quilliet a reçu plusieurs prix de l'Académie française couronnant certains de ses ouvrages :
- 1980 : Prix Broquette-Gonin (littérature) pour Le journal de la Révolution française (juillet 1789-juillet 1794).
- 1983 : Prix du maréchal Foch pour Les corps d'officiers de la Prévôté et Vicomté de Paris et de l'Île-de-France de la fin de la guerre de Cent ans au début des guerres de Religion.
- 1984 : Prix Biguet pour Christine de Suède, un roi exceptionnel.
- 1987 : Prix Spécial du bicentenaire du concours de 1786, médaille de vermeil pour Louis XII.
- 1999 : Grand Prix Gobert pour La France du beau XVIe siècle.